# Frei Gaspar
Frei Gaspar est une municipalité brésilienne de l'État du Minas Gerais et la microrégion de Teófilo Otoni.